# Ярослав Мудрий (фільм)
«Ярослав Мудрий» (рос. «Ярослав Мудрый») — український радянський художній фільм 1981 року українського режисера Григорія Кохана про життя руського князя Ярослава Володимировича. Картина є спільним твором Київської кіностудії імені Олександра Довженка та кіностудії «Мосфільм».
Фільм отримав приз і диплом журі на ВКФ в Таллінні 1982 року.

## Сюжет
Перша половина 11 століття. Після смерті великого київського князя Володимира Святославича починається боротьба за Київ між його синами. В ній перемагає один з них — Ярослав. Доба його княжіння була «золотим віком» Русі.

## В ролях
- Юрій Муравицький — Ярослав Мудрий, великий князь Київський
- Петро Вельямінов — Володимир Святий, великий князь Київський, батько Ярослава
- Людмила Смородіна — Ірина (Інгігерда), дружина Ярослава
- Констянтин Степанков — Мстислав Володимирович, князь Чернігівський, брат Ярослава
- Олег Драч — Борис Володимирович, князь, брат Ярослава
- Микола Білий — Гліб Володимирович, князь, брат Ярослава
- Микола Бабенко — Святополк Окаянний, князь, брат Ярослава
- Леонід Філатов — Твердислав, воєвода
- Всеволод Гаврилов — Воінег (озвучив актор Павло Морозенко)
- Борис Ставицький — Коснятин
- Тетяна Кондирева — Любава
- Ольга Білявська — Неждана, дочка Любави
- Андрій Харитонов — Ясноок — художник-іконописець
- Микола Гринько — Никон, чернець
- Вацлав Дворжецький — Іларіон Київський, митрополит
- Лембіт Ульфсак — Еймунд, варяг
- Олександр Биструшкін — Полулік
- Віктор Шульгін — Радим
- Олександр Карін — Рубач
- Олексій Колесник — Лука
- Ігор Слободський — Торд
- Микола Задніпровський — Вовчий Хвіст, воєвода Святополка
- Микола Дупак — Путша, воєвода Святополка
- Бімболат Ватаев — Куджі- правитель печенігів
- Раїса Недашківська — Рогнеда, дружина Володимира, мати Ярослава
- Марк Гресь — Ярослав у дитинстві
- В епізодах: Олександр Андрусенко, Володимир Антонов, Костянтин Артеменко, Ю. Борєв, Іван Голубов, Олександр Ігнатуша, Микола Кейль, Олександр Коваленко, Микола Кунцевич, Валерій Лущевський, Віктор Маляревич, К. Мірзоєв, Йосип Найдук, М. Олексенко, Яків Сиротенко, Н. Попов, Олексій Тютімов, Геннадій Четверіков, Олег Федоров, Олександр Чернявський (немає в титрах), Олег Федулов (немає в титрах)

## Знімальна група
- Автори сценарію: Павло Загребельний, Михайло Вепринський, Григорій Кохан
- Режисер-постановник: Григорій Кохан
- Оператор-постановник: Фелікс Гілевич
- Художники-постановники: Віктор Жилко, Лариса Жилко
- Режисери: Володимир Горпенко, Григорій Зільберман
- Оператор: Олег Глущук
- Композитор: Євген Станкович
- Художник-постановник по костюмах: Ірина Бойчук
- Звукооператор: Володимир Сулімов
- Монтажер: Нехама Ратманська (у титрах — Надія)
- Художники по гриму: Василь Гаркавий, Галина Тишлек, В. Панчу
- Художники декоратори: В. Лаврентьєв, Валерій Cофронов, Г. Усенко
- Художник-піротехнік: Н. Супрун
- Художник-фотограф: А. Бронштейн
- Майстри по світлу: Н. Кравчук, М. Вайсман
- Комбіновані зйомки: Олександр Пастухов, Володимир Цирлін, М. Терещенко
- У фільмі брали участь:
  - Державний симфонічний оркестр УРСР, диригент — Федір Глущенко
  - Ансамбль народної музики, керівник: Дмитро Покровський
- Редактори фільму: Т. Ковтун, Л. Нехорошев, В. Сосюра